# Empis beckeriana
Empis beckeriana är en tvåvingeart som beskrevs av Engel 1946. Empis beckeriana ingår i släktet Empis och familjen dansflugor. Inga underarter finns listade i Catalogue of Life.